# Авалян, Мкртич
Мкртич Авалян (7 мая 1850, Берд—13 мая 1909, Баку) — армянский актёр и переводчик. Настоящая фамилия — Мелик-Авалян. Один из основоположников армянского театра нового времени.

## Биография
Родился в городе Берд. Учился в Нерсисянской школа в Тифлисе. 
Сценическую карьеру начал в 1870 году в труппе Армянского театра Тбилиси. 
В 1891 году переехал в Баку, занялся конторской работой, иногда появлялся в спектаклях. В последний раз выступал в Баку в 1908 году, по случаю 50-летия открытия восточноармянского театра.
Он перевел ряд пьес, в том числе «Кин» Александра Дюма, «Уриэля Акосту» Гуцкова, «Преступную семью» Джакометти, «Нору» Ибсена.

## Роли
Играл характерные и драматические роли:
- Саркис — «Ещё одна жертва» Сундукяна
- Парсиг — «Разорённый очаг» Сундукяна
- Муромский — «Свадьба Кречинского» Сухово-Кобылина
- Клавдий — «Гамлет» Шекспира